# Serge Stauffer
Werner Oscar Stauffer, noto come Serge Stauffer (Lucerna, 8 giugno 1929 – Zurigo, 17 settembre 1989), è stato un fotografo, artista e insegnante di fotografia sperimentale svizzero.
Fondò la scuola d'arte F+F Schule für experimentelle Gestaltung di Zurigo ed è noto come traduttore di testi di Marcel Duchamp. 
Stauffer può essere considerato un pioniere dell'arte come ricerca.

## Biografia
Serge Stauffer svolse presso la Kunstgewerbeschule Zürich, KGSZ (Scuola di arti applicate di Zurigo, oggi Zürcher Hochschule der Künste) fra il 1952 e il 1955 il corso di fotografia tenuto da Hans Finsler e Alfred Willimann. In questo periodo conobbe la sua futura moglie Doris Kloetzer.
Una prima occasione di notorietà per Stauffer fu la traduzione in tedesco che realizzò del pezzo teatrale La cantatrice calva (La cantatrice chauve) di Eugène Ionesco, il quale fu rappresentato in anteprima nel 1956 da Daniel Spoerri e altri artisti presso il Klein-Theater di Berna. Questo testo nel 1959 venne pubblicato da Luchterhand Editore.
Stauffer lavorò come fotografo nell'atelier di grafica di Josef Müller-Brockmann a Zurigo e ritornò alla KGSZ nel 1957 come insegnante di fotografia sperimentale. Fra i suoi studenti ci fu anche Oliviero Toscani. Tra il 1957 e il 1964 progettò mostre, cataloghi e manifesti.  Partecipò anche a varie mostre, tra le quali quella organizzata da Max Bill intitolata Dokumentation über Marcel Duchamp (1960) presso il Kunstgewerbemuseum di Zurigo. 
I primi lavori artistici di Stauffer comprendono, fra gli altri, le carte da gioco jardin public (edito dal Moderna Museet di Stoccolma, 1961). Dal 1962 fino al 1964 realizzò, partendo da disegni geometrici e fotogrammi, degli studi sugli effetti ottici, che poi egli definì geometrische-optische Täuschungen (traduzione: effetti ottici-geometrici).
Nel 1964 Stauffer, insieme a Hansjörg Mattmüller, gettò le basi per l'organizzazione di un corso di arte sperimentale, il quale nel 1965 fu accettato dalla KGSZ e venne realizzato sotto il nome F+F (Form und Farbe – traduzione: forma e colore). Poiché venne abolita la lezione Teamwork tenuta da Doris Stauffer e la gestione dell'intero corso “era condizionata da inaccettabili limiti e restrizioni”,  gli insegnanti decisero all'unanimità di annullarlo. A conseguenza di ciò nel gennaio 1971 Bendicht Fivian, Peter Gygax, Peter Jenny, Hansjörg Mattmüller, Doris Stauffer e Serge Stauffer riaprirono l'F+F presso un'altra sede, fondando così la scuola d'arte privata F+F Schule für experimentelle Gestaltung (Scuola per il Design sperimentale).
Già da quando fu insegnante presso la KGSZ, Stauffer lavorò a concetti riguardo all'arte come ricerca. Un pioniere in Italia dell'arte come ricerca è Piero Simondo. Nel 1968, durante un congresso della KGSZ, tenne una conferenza sugli artisti che affrontavano il tema dell'arte come ricerca e per una mostra della F+F tenutasi nel 1976 nel foyer della Kunsthaus di Zurigo, presentò le sue riflessioni Thesen zu Kunst als Forschung (Tesi sull'arte come ricerca). Tra il 1978–79 ottenne un incarico come insegnante a contratto per dare lezioni sul tema Kunst als Forschung (traduzione: arte come ricerca) presso il dipartimento di storia dell'arte dell'Università di Zurigo. Infine pubblicò il saggio Kunst als Forschung nel 1981 contenuto nella pubblicazione Genie gibt's – Die Siebziger Jahre an der F&F Schule für experimentelle Gestaltung.
Dal 1956 fino al 1967, Stauffer tenne una corrispondenza con Marcel Duchamp e iniziò a svolgere un lavoro di ricerca sulle opere di quest'ultimo. Al riguardo pubblicò nel 1973 il libro Ready Made – 180 Aussprüche aus Interviews mit Marcel Duchamp, e nel 1981 curò, insieme a Theo Ruff, la pubblicazione Die Schriften – Zu Lebzeiten veröffentlichte Texte mit übersetzten und faksimilierten Texten von Marcel Duchamp. Nel 1992 venne edita la pubblicazione postuma concepita da Stauffer  dal titolo Marcel Duchamp: Interviews und Statements.
Con André Thomkins, artista e poeta svizzero, Stauffer ebbe un'amicizia che durò tutta la vita. I due ebbero nel corso degli anni un abbondante scambio di lettere. Questa relazione fu documentata nella monografia di Thomkins del 1985 Oh! Cet Echo!.
Una parte del materiale appartenuto a Serge Stauffer si trova nel Duchamp-Kabinett della Staatsgalerie Stuttgart. Le opere di Stauffer e i suoi lavori sul tema Kunst als Forschung sono argomento di ricerca di un progetto partito nel 2011 presso la Zürcher Hochschule der Künste – ZHdK (Zurich University of the Arts) che comprende una mostra presso la Helmhaus di Zurigo (2013).

## Opere (selezione)
- ca. 1955, Post Card – ready made in Europe, Cartoline fotografiche
- 1961, Jardin public, Spielobjekt, edito da Moderna Museet Stockholm
- 1962–64, geometrisch-optische Täuschungen (g.o.T.), studio artistico
- 1968, b-room, edizione grafica
- ca. 1980, an einem ohr blind, projekt einer weltsprache, carte da gioco

## Pubblicazioni e traduzioni (selezione)
- Eugène Ionesco, Die kahle Sängerin. Aus dem Französischen von Serge Stauffer, in Eugène Ionesco, Theaterstücke, vol. 1, Darmstadt, Luchterhand, 1959.
- Hans-Rudolf Lutz, Hansjörg Mattmüller, Serge Stauffer (a cura di), Experiment F+F. 1965–1970, Zurigo, H.R. Lutz, 1970.
- Serge Stauffer (a cura di), Marcel Duchamp, Ready Made! 180 Aussprüche aus Interviews mit Marcel Duchamp, Zurigo, Regenbogen, 1973.
- Serge Stauffer (a cura di), Marcel Duchamp, Die Schriften, vol. 1, Zurigo, Regenbogen, 1981.
- André Thomkins, Serge Stauffer, Correspondance 1948–1977. Transcription et montage par Serge Stauffer, Stoccarda e Londra, Hansjörg Mayer, 1985.
- Serge Stauffer, Marcel Duchamp. Interviews und Statements, Ulrike Gauss, collezione grafica Staatsgalerie Stuttgart (a cura di), Stuttgart e Ostfildern-Ruit, Edition Cantz, 1992.

## Articoli, saggi (selezione)
- [Serge Stauffer], Stilgeschichte des Films in Der Film. Geschichte, Technik, Gestaltungsmittel, Bedeutung  Hans Fischli und Willy Rotzler (a cura di). Catalogo della mostra, Zurigo, Kunstgewerbemuseum, 1960, s.i.p.
- Serge Stauffer, Der Traum eines Briefträgers. [Ferdinand Cheval und sein Palais Idéal in Hauterives, FR]  in «du, Kulturelle Monatsschrift», n. 247, XXI, September 1961, p. 47f.
- Serge Stauffer,100 Fragen [an Karl Gerstner, an Dieter Roth, an Daniel Spoerri, an André Thomkins], in freunde + freunde. friends + fruend Karl Gerstner (a cura di), Stoccarda, Hansjörg Mayer, 1969, s.i.p.
- Serge Stauffer, Kunst als Forschung, in Genie gibt's. Die siebziger Jahre an der F&F Schule für experimentelle Gestaltung Gerhard Johann Lischka e Hansjörg Mattmüller (a cura di), Frankfurt am Main, Betzel , 1981, pp. 61–92.
- Serge Stauffer,« L'homme le plus sérieux du monde » Marcel Duchamp als Schachspieler, in «du. Die Kunstzeitschrift», n. 1, 1982, pp. 62–65.
- Serge Stauffer, Brief, in Oh! Cet Echo! André Thomkins an Serge Stauffer, Dokumente einer Freundschaft mit Echo. [Gesamtkatalog der Sammlung Serge Stauffer mit Werken von André Thomkins], André Thomkins (a cura di), Stuttgart, London, Hansjörg Mayer, 1985, pp. 41–59.